# Madaoua
Madaoua è un comune urbano del Niger, capoluogo del dipartimento omonimo nella regione di Tahoua.